# Carlos Vila Sexto
Carlos Vila Sexto, nacido en La Coruña en 1977, es escritor y guionista.

## Trayectoria
Con catorce años ganó el V Premio Rúa Nova de Narración Infantil con la novela de aventuras Alén da aventura (Más allá de la aventura), publicada por la Editorial Galaxia con ilustraciones de su padre, el médico y pintor Roberto Vila Rodríguez. Repitió premio al año siguiente con la novela de terror Gárgola, publicada también por Galaxia en la colección Costa Oeste. Dos años más tarde apareció, publicada por Xerais, Cara á fin da luz (Hacia el fin de la luz), una novela de misterio, terror y aventuras ambientada en una aldea. Un relato suyo, "El baúl", fue incluido en la Antología del cuento de miedo gallego, una selección de relatos de terror recopilados por Silvia Gaspar para la Editorial Galaxia.
Carlos Vila Sexto también ha sido creador y guionista de las series de televisión Los Misterios de Laura (TVE), Motivos Personales (Telecinco) y Un lugar en el mundo (Antena 3). Su serie Los Misterios de Laura
 ha sido la primera en la historia de la televisión en España en ser adaptada en Estados Unidos (The Mysteries of Laura), producida por Warner para la cadena NBC, y protagonizada por la actriz Debra Messing. En su estreno en USA, The Mysteries of Laura alcanzó 10,4 millones de espectadores. Inspirada en la serie original, Vila coescribió Laura y el misterio de la isla de las gaviotas, publicada por Plaza & Janés.
En 2009 publicó As Sete Mortes (Las Siete Muertes), una aventura con tintes de misterio y terror ambientada en Galicia, con la mitología celta de telón de fondo. Esta obra ha recibido el premio Fray Martín Sarmiento, como mejor libro del año 2011 para los escolares gallegos de 3º y 4º de la ESO. En septiembre de 2014 ha sido traducida al catalán y publicada por Fanbooks.
El primer volumen de su trilogía "Las crónicas del viajante", titulada "El pasajero 19" ha recibido también el premio Martín Sarmiento como mejor libro del año 2020 en la categoría de "Bachillerato y adultos".
Su último libro, "El piano mágico", ha sido finalista del premio Barco de Vapor en 2023.

## Obra literaria
- Alén da aventura (Más allá de la aventura), Galaxia (1992, reeditado en 2015)
- Gárgola, Galaxia (1993)
- Cara á fin da luz (Hacia el fin de la luz), Xerais (1995)
- As Sete Mortes (Las Siete Muertes), Galaxia (2009)
- Laura y el misterio de la isla de las gaviotas, Plaza & Janés (2014)
- O enigma de Caronte (El enigma de Caronte), Galaxia (2016)
- Hugo y el ladrón fantasma, Edebé (2017)
- Las crónicas del viajante. Libro 1. El pasajero 19, Edebé (2018)
- Las crónicas del viajante. Libro 2. La habitación imposible, Edebé (2019)
- Las crónicas del viajante. Libro 3. El corazón del diablo, Edebé (2019)
- Morir no es nada del otro mundo, Edebé (2019)
- Sonámbulos, Edebé (2020)
- Odio a los fantasmas, Edebé (2021)
- El piano mágico, Grupo SM (2024)

## Trabajos para televisión
- Un lugar en el mundo (creador y guionista) para Antena 3.
- Génesis, en la mente del asesino (guionista del capítulo "Las lágrimas de Raimmis") para Cuatro.
- Motivos Personales (creador y guionista) para Telecinco.
- Círculo Rojo (creador de las tramas y guionista) para Antena 3.
- Acusados (creador de las tramas y guionista de la segunda temporada) para Telecinco.
- Los Misterios de Laura (creador y guionista) para TVE.
- The Mysteries of Laura (idea original) para NBC.
- El incidente (dialoguista) para Antena 3.
- Presunto culpable (guionista) para Antena 3.
- Alba (guionista) para Antena 3.
- Detective Touré (creador y guionista) para TVE
- Si es martes... es asesinato (creador y guionista) para Disney+